# Probolomyrmex watanabei
Probolomyrmex watanabei is een mierensoort uit de onderfamilie van de Proceratiinae. De wetenschappelijke naam van de soort is voor het eerst geldig gepubliceerd in 1974 door Tanaka.